# Rhipsalis pacheco-leonis
A Rhipsalis pacheco-leonis egy kultúrában ritkán tartott epifita kaktusz.

## Jellemzői
Elfekvő vagy csüngő habitusú növény, szabálytalanul elágazó hajtásokkal. Szára változó színű és alakú, élesen karéjostól a bordázotton át a hengeresig variálhat, rokonaihoz hasonlóan intermediális növekedésű. Areolái sertéket hordoznak, melyek később lehullnak. Virágai laterálisak, kicsik, rózsás-pirosak. Termése gömbölyű, piros bogyó.

## Elterjedése
Brazília: Rio de Janeiro állam, epifitikus és epilitikus szubhumid parti erdőkben és sziklákon.

## Rokonsági viszonyai
A catenulata alfaj felé ismertek átmenetei, de hiányoznak a Rhipsalis pentaptera és a Ripsalis paradoxa fajok felé. Az Epallagogonium subgenus tagja.